# روسا (مغنية)
سري روسا روسلينا هانداياني أو روسا في إندونيسيا، داتوك سري روسا في ماليزيا (بالإنجليزية: Rossa)‏ مغنية وممثلة إندونيسيا.

## روابط خارجية
- روسا على موقع ميوزك برينز (الإنجليزية)
- روسا على موقع أول ميوزيك (الإنجليزية)
- روسا على موقع ديسكوغز (الإنجليزية)